# 斯考塔塞島

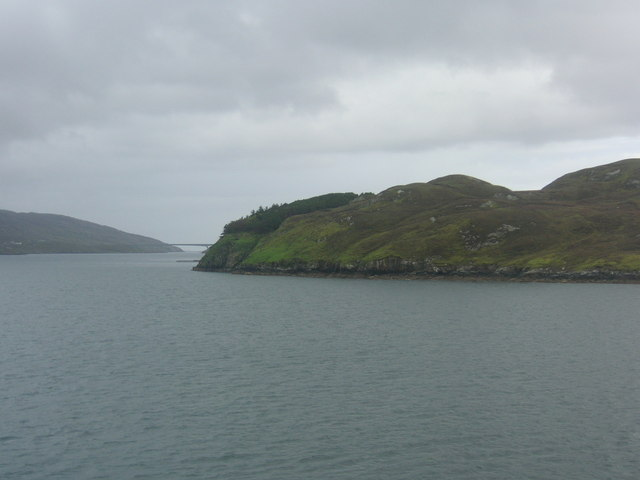

斯考塔塞島是蘇格蘭的島嶼，位於哈里斯島以東1公里的大西洋海域，屬於外赫布里底群島的一部分，面積0.49平方公里，最高點海拔高度57米，島上無人居住。
57°52′40″N 6°45′00″W / 57.87790°N 6.75013°W